# Condado de Boone (Iowa)
El condado de Boone (en inglés, Boone County) es un condado del estado de Iowa, Estados Unidos. Tiene una población estimada, a mediados de 2021, de 26 723 habitantes.
La sede del condado es Boone.

## Historia
Fue fundado el 13 de enero de 1846. Debe su nombre al capitán Nathan Boone, hijo de Daniel Boone, un pionero americano que creó el Wilderness Trail y fundó la ciudad de Boonesborough.

## Geografía
Según la Oficina del Censo, el condado tiene un área total de 1490 km², de la cual 1480 km² son tierra y 10 km² son agua.

### Condados adyacentes
- Condado de Webster - norte y noroeste
- Condado de Hamilton - norte y noreste
- Condado de Story -  este
- Condado de Polk - sur y sureste
- Condado de Dallas - sur
- Condado de Greene - oeste

## Demografía

### Censo de 2020
Según el censo de 2020, en ese momento había 26 715 habitantes en el condado. La densidad de población era de 18 hab./km². El 93.37% de los habitantes eran blancos, el 1.13% eran afroamericanos, el 0.24% eran amerindios, el 0.37% eran asiáticos, el 0.01% eran isleños del Pacífico, el 0.93% eran de otras razas y el 3.95% eran de una mezcla de razas. Del total de la población, el 2.65% eran hispanos o latinos de cualquier raza.

### Censo de 2000
En el 2000 los ingresos promedio de los hogares del condado eran de $40 763 y los ingresos promedio de las familias eran de $49 346. Los ingresos per cápita para el condado eran de $19 943. Los hombres tenían  ingresos per cápita por $32 504 contra los $23 838 que percibìan las mujeres. Alrededor del 7.60% de la población estaba bajo el umbral de pobreza nacional.

### Variación demográfica
| 1900   | 1910   | 1920   | 1930   | 1940   | 1950   | 1960   | 1970   | 1980   | 1990   | 2000   | 2021   |
| ------ | ------ | ------ | ------ | ------ | ------ | ------ | ------ | ------ | ------ | ------ | ------ |
| 28 200 | 27 626 | 29 892 | 29 271 | 29 782 | 28 139 | 28 037 | 26 470 | 26 184 | 25 186 | 26 224 | 26 723 |

## Lugares

### Principales localidades
- Beaver
- Berkley
- Boone
- Boxholm
- Fraser
- Luther
- Madrid
- Ogden
- Pilot Mound
- Sheldahl (parcial)

### Principales carreteras
- U.S. Route 30
- U.S. Route 169
- Carretera de Iowa 17
- Carretera de Iowa 144
- Carretera de Iowa 210

### Otros lugares
- Jordan
- Logansport
- Mackey
- Moingona
- Zenorsville